# Acordo de Karađorđevo

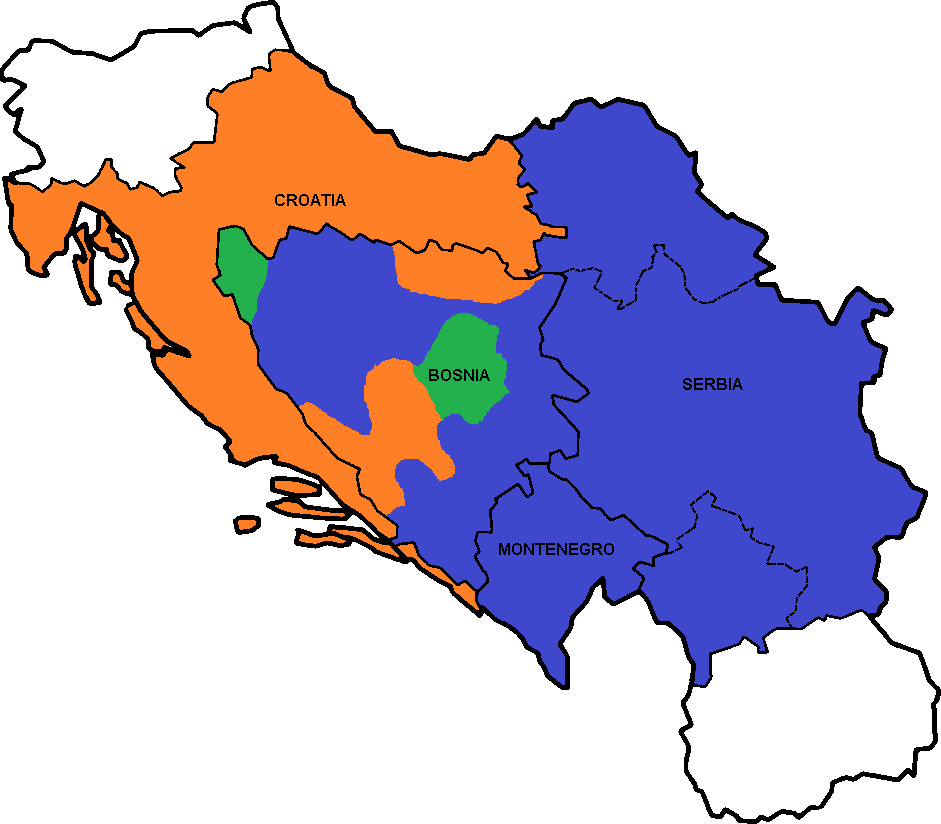
Mapa do Acordo de Karađorđevo de 1991.

O Acordo de Karađorđevo ocorreu em Karađorđevo na província sérvia de Vojvodina no âmbito das guerras iugoslavas, aconteceu depois de sucessivas reuniões realizadas em 1991 no início da dissolução da Iugoslávia; tratou-se de um acordo secreto entre Franjo Tuđman, o presidente da Croácia, e Slobodan Milošević, o presidente da Sérvia, sobre a divisão da Bósnia e Herzegovina entre sérvios e croatas.[carece de fontes?]

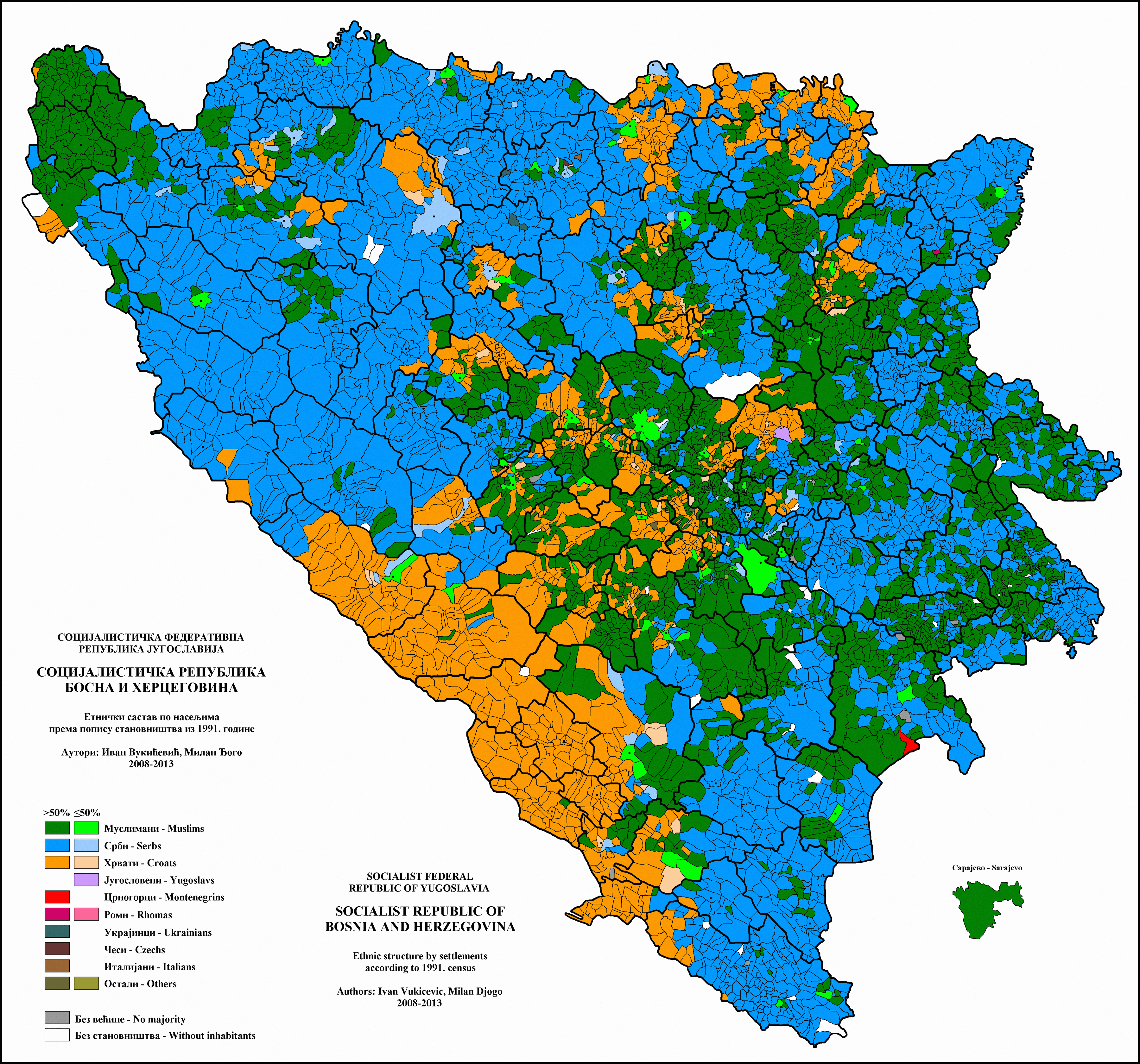
Composição étnica da Bósnia em 1991: os tons em vermelhos representam os bósnios croatas; os verdes os bosníacos; e os azul os bósnios sérvios.

Essas discussões, iniciadas em março de 1991, envolveram a redistribuição de territórios da ex-República Socialista da Bósnia e Herzegovina  entre a Croácia e a Sérvia, do mesmo modo que os territórios com qualquer maioria croata ou sérvia (ou pluralidade) seriam anexados. Esta reunião não incluía o terceiro e maior grupo étnico na Bósnia e Herzegovina, os bosníacos.
O acordo também supostamente permitiria que os presidentes das repúblicas da Croácia e da Sérvia, da ainda constituinte Iugoslávia, resolvessem problemas relacionados com a minoria sérvia na Croácia, ao passo que já tinha começado o processo de separação.
Em 2010, o presidente sérvio Boris Tadić admitiu o pacto depois de uma reunião com o seu homólogo croata Ivo Josipović, ao manifestar: "em 1991 se realizou uma reunião histórica de líderes da Sérvia e Croácia, porém daquela vez se tratava de como repartir a Bósnia e Herzegovina. Desta vez se trata do contrário".